# 羅馬當代藝術博物館
羅馬當代藝術博物館（義大利語：Museo di arte contemporanea di Roma，簡稱MACRO）是位於義大利首都羅馬的一座市立博物館，創建於1883年。1999年，博物館搬至現址。而博物館現在的所在地在過去曾是啤酒廠。2010年，法國人建築家 Odile Decq 改建了博物館的建築。

## 外部連結
- （意大利文）MACRO
- （英文）MACRO